# طفل وحيد

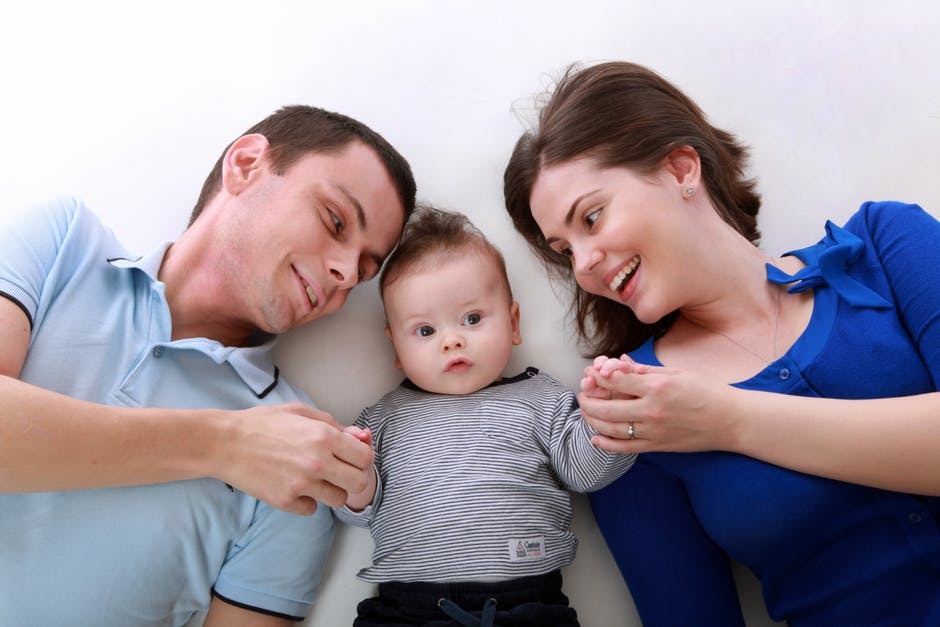

الطفل الوحيد هو الإبن الذي ليس له أشقاء، سواء بيولوجياً (من نفس الأب والأم) أو بالتبني.
الأطفال الذين لديهم أخوة غير أشقاء أو أخوة من الأب أو الأم، سواء يعيشون في نفس المنزل أو في منزل مختلف - وخاصة أولئك الذين ولدوا في وقت لاحق- قد يكون لديهم بيئة أسرية مماثلة للأطفال الوحيدين، كما قد يكون الحال بالنسبة للأطفال الذين لديهم أشقاء أصغر منهم بكثير (عموما عشر سنوات أو أكثر).

## نظرة عامة
على مر التاريخ، كان الأطفال الوحيدين غير شائعين نسبياً. ومنذ منتصف القرن العشرين تقريباً، انخفضت معدلات المواليد ومتوسط أحجام الأسر بشكل حاد، وذلك لعدد من الأسباب، بما في ذلك زيادة تكاليف تربية الأطفال وزيادة عدد النساء اللاتي ينجبن طفلهن الأول في وقت متأخر من الحياة. وقد زادت نسبة الأسر في الولايات المتحدة التي لديها أطفال وحيدين خلال فترة الكساد الاقتصادي العظيم ولكنها انخفضت خلال طفرة الأطفال بعد الحرب العالمية الثانية. بعد أن انتهت الحرب الكورية في عام 1953، اقترحت حكومة كوريا الجنوبية على المواطنين أن يكون لكل منهم طفل أو طفلان لتعزيز الازدهار الاقتصادي، مما أدى إلى انخفاض كبير في معدلات المواليد وعدد أكبر من الأطفال الوحيدين في البلاد.
وفي الفترة من عام 1979 إلى عام 2015، قصرت سياسة الطفل الواحد في جمهورية الصين الشعبية معظم الوالدين على إنجاب طفل واحد فقط، على الرغم من أن هذه السياسة كانت خاضعة للاسترخاء المحلي وبعض استثناءات الظروف الفردية (على سبيل المثال في حالة التوأم).
قد يكون للأسر طفل وحيد لمجموعة متنوعة من الأسباب، بما في ذلك: التفضيل الشخصي، وتنظيم الأسرة، والمسائل المالية والعاطفية أو الصحية البدنية، والرغبة في السفر، والإجهاد في الأسرة، والمزايا التعليمية، والزواج المتأخر، والاستقرار، والتركيز، والوقت القيود، والمخاوف من الحمل، والعمر المتقدم، والولادة غير المشروعة، والعقم، والطلاق، ووفاة شقيق أو أحد الوالدين. كما ساهمت الوفاة المبكرة لأحد الوالدين في نسبة صغيرة من الزيجات التي تنتج طفلاً واحداً فقط حتى منتصف القرن العشرين تقريباً، ناهيك عن حدوث الطلاق النادر آنذاك.
يقال في بعض الأحيان أن الأطفال الوحيدين يكونون أكثر عرضة للنضج المبكر (من خلال قضاء المزيد من الوقت مع البالغين) والشعور بالوحدة. وفي بعض الأحيان يقومون بتعويض الوحدة من خلال تطوير علاقة أقوى مع أنفسهم  أو تطوير حياة خيالية نشطة تشمل أصدقاء وهميين. وفي بعض الأحيان، يقول الأطفال الذين يمتلكون أشقاء أكبر منهم بكثير أنهم يشعرون وكأنه أطفال وحيدون. والمزايا المذكورة التي تكمن وراء إنجاب طفل وحيد هي انخفاض العبء المالي، وعدم وجود أي منافسة بين الأشقاء، وأنه يصبح من الممكن أن تأخذ الطفل إلى حدث مناسب لعمره دون الحاجة إلى أخذ الشقيق الغير مهتم بهذا الحدث معه. والعيب هو أنه يمكن أن يكون من الصعب على الطفل الوحيد أن يعتني بمفرده بوالديه المسنين.

## الاراء الشائعة
في البلدان الغربية، يمكن للأطفال الوحيدين أن يكونوا موضوع رأي شائع يساويهم بـ «الأطفال المدللين». وكان ج. ستانلي هول من أوائل المعلقين الذين يعطون سمعة سيئة للأطفال الوحيدين عندما أشار إلى حالتهم على أنها «مرض في حد ذاته». وحتى اليوم، عادةً ما يُقال أن الأطفال الوحيدين «مدللين، وأنانيين، وأشقياء». بينما يحظى كثير من الأطفال الوحيدين بكثير من العناية والموارد، فليس من الواضح أنهم كفئة يختلفون اختلافا كبيرا عن الأطفال الذين لديهم أشقاء. سوزان نيومان، عالمة نفسانية اجتماعية في جامعة روتجرز ومؤلفة كتاب الأبوة والأمومة طفل وحيد، تقول إن هذه خرافة. وقالت «الناس يقولون أن الأطفال الوحيدين مدللون، وأنهم عدوانيون، ومتسلطون، ويشعرون بالوحدة، وأنهم غير منضبطين». «لقد كانت هناك مئات ومئات من الدراسات البحثية التي تبين أن الأطفال الوحيدين لا يختلفون عن أقرانهم.» ومع ذلك، تم العثور على اختلافات. وقد سجلت البحوث التي تنطوي على تقديرات المعلمين للمهارات الاجتماعية والشخصية للأطفال في الولايات المتحدة  أن الأطفال الوحيدين أقل في السيطرة على النفس والمهارات الشخصية. في حين فشلت دراسة لاحقة في العثور على أدلة على استمرار هذه الظواهر خلال المرحلة المتوسطة والثانوية،  وأظهرت دراسة أخرى أن هذا السلوك استمر حتى الصف الخامس على الأقل.
في الصين، تم إطلاق اسم «متلازمة الإمبراطور الصغير»  على المشاكل السلوكية المتصورة في الأطفال الوحيدين، وكان عدم وجود أشقاء سبب في عدد من العلل الاجتماعية مثل المادية والجريمة. غير أن الدراسات التي أجريت مؤخرا لا تدعم هذه الادعاءات، ولا تظهر أي اختلافات كبيرة في الشخصية بين الأطفال والأطفال الوحيدين في الأسر الأكبر حجما. كما تم التكهن بأن سياسة الطفل الواحد هي السبب الكامن وراء الإجهاض القسري، ووأد الإناث، ونقص الإبلاغ عن  وقد اقترح كسبب محتمل وراء تزايد عدد الجرائم في الصين وعدم التوازن بين الجنسين. وبغض النظر عن ذلك، فإن دراسة استقصائية أجراها مركز بيو للبحوث في عام 2008 تفيد بأن 76 في المائة من السكان الصينيين يؤيدون هذه السياسة.
كثيرا ما تفترض وسائط الإعلام الشعبية أنه من الصعب على الأطفال الوحيدين أن يتعاونوا في بيئة أسرية تقليدية، حيث أنه ليس لديهم منافسون في الحصول على اهتمام آبائهم وأقاربهم الآخرين. ويُقترح أن ينشأ التباس بشأن معايير الأعمار والأدوار وأن هناك أثرا مماثلا في الفهم أثناء العلاقات مع الأقران الآخرين والشباب، طوال الحياة. وعلاوة على ذلك، يُقترح أن الكثيرون يشعرون بأن آبائهم يضعون ضغطاً وتوقعات إضافية على الطفل الوحيد، ولذلك يكون الأطفال الوحيدين في كثير من الأحيان ممن ينشدون الكمال والرفعة. ويلاحظ أن الأطفال الوحيدين يميلون إلى النضوج بسرعة أكبر.

## البحث العلمي
فشلت دراسة كمية عام 1987  مكونة من 141 دراسة على 16 سمة شخصية مختلفة في أن تساند الرأي الذي يتمسك به كثير من المنظرين بما فيهم ألفرد أدلر، أنّ الأطفال الوحيدين يكونون أكثر عرضة لسوء الانسجام بسبب التدليل. ولم تجد الدراسة أي دليل على أي انتشار كبير لسوء الانسجام في الأطفال الوحيدين. والفرق الوحيد المهم إحصائياً الذي تم اكتشافه هو أن الأطفال الوحيدين هم الذين يملكون دافعاً أعلى للإنجاز، وهو ما عزاه دينيس بوليت وتوني فالبو إلى حصتهما الأكبر من موارد الوالدين، وتوقعاتهما، وحرصهما على منحهم درجة أكبر من المكافأة، وزيادة احتمال العقاب على التقصير. وكشف تحليل ثان أجراه المؤلفون أن الأطفال الوحيدين والأطفال الذين لا يمتلكون سوى أخ واحد، والمولودين الأوائل بصفة عامة، يسجلون نتائج أعلى في اختبارات القدرة اللفظية مقارنة بالمولودين في وقت لاحق والأطفال الذين يمتلكون أشقاء متعددين.
وفقًا لنموذج تخفيف الموارد،  إن الموارد الأبوية (مثل وقت القراءة للطفل) مهمة في التنمية. ولأن هذه الموارد محدودة، يُعتقد أن الأطفال الذين لديهم العديد من الأشقاء يحصلون على موارد أقل. ومع ذلك، يشير نموذج الالتقاء  إلى أن هناك تأثير متعارض يظهر من فوائد تعليم الأطفال غير الأصغر سنا للأشقّاء الأصغر سنا، على الرغم من أن هذا التعليم لا يعوض الحصة المخفضة من الموارد الأبوية. وهذا يوفر تفسيراً واحداً لضعف الأداء في اختبارات القدرة للأطفال الوحيدين مقارنة بالمولودين الأوائل،  وعلى الرغم من أن التفسيرات مثل زيادة الاحتمال المبكر لحدوث انفصال الوالدين أو فقدانهم بالنسبة للأطفال الأواخر، والأطفال الوحيدين، تشير بأن ذلك قد يكون السبب في حالتهم.